# 라오스다람쥐
라오스다람쥐(Callosciurus inornatus)는 다람쥐과에 속하는 설치류의 일종이다. 중국과 라오스, 베트남에서 발견된다.